# Tropes Frontereres Soviètiques
Les Tropes Frontereres Soviètiques (rus: Пограничные войска СССР; transliterat Pogranichnyie Voiska SSSR) eren la guàrdia fronterera militaritzades de la Unió Soviètica, subordinades a l'agència de seguretat de l'estat corresponent, primer a la Txekà/OGPU, després a l'NKVD/MGB i, finalment, al KGB. Així doncs, van ser conegudes com a Tropes Frontereres de l'NKVD i com a Tropes Frontereres del KGB (amb les abreviatures russes НКВД СССР/- КГБ СССР afegides al final dels seus noms oficials). A diferència de les guàrdies frontereres de molts altres països, les Tropes Frontereres Soviètiques també incloïen les tropes de vigilància marítmes (com podrien ser els guardacostes).

## Missió
Les tasques de les Tropes Frontereres Soviètiques incloïen rebutjar les incursions armades al territori soviètic, evitar les travessies il·legals de la frontera o el transport d'armes, explosius, contraban o de literatura subversiva; vigilar l'observació de procediments establerts en els punts de travessia de la frontera, vigilar l'observància dels vaixells soviètics i estrangers dels procediments de navegació dins les aigües territorials soviètiques; així com assistir les agències de l'estat en la preservació dels recursos naturals i de la protecció de la pol·lució. Les Tropes Frontereres estaven autoritzades a examinar documents i possessions de persones que travessessin les fronteres, així com a confiscar articles, a portar a terme càstigs en casos de violacions de la frontera de l'estat, amb potestat de detenir, investigar i interrogar aquells que fossin sospitosos de violacions de les fronteres.

## Força
La força de les Tropes Frontereres Soviètiques estava estimada en uns 230.000 membres el 1989. Tot i que es trobaven sota l'autoritat operativa del KGB, les Tropes Frontereres eren reclutes de la lleva bianual del Ministeri de Defensa, i la seva entrada i sortida estaven regulades mitjançant la Llei Universal del Servei Militar de 1967, que cobria totes les branques de les Forces Armades de la Unió Soviètica.

## Història
El 1934, depenent de l'NKVD, les Tropes Frontereres van quedar subordinades al GUPVO (abreviatura del Directori en Cap de Guàrdies Frontereres i de l'Interior). El 1939 van ser reorganitzades al GUPV (Directori en Cap de les Tropes Frontereres).
Les Tropes Frontereres de l'NKVD consistien en infanteria, cavalleria, reconeixement i unitats navals i aèries.
Des de la dècada dels 30, el tret distintiu a l'uniforme de les Tropes Frontereres eren les parts verdes de la gorra i de les insígnies. El verd també estava present al gallardet de les Tropes Frontereres Marítimes.

### Segona Guerra Mundial
Les unitats de Guàrdies Frontereres destinades a la frontera occidental de la Unió Soviètica van participar en combats ferotges durant les primeres setmanes de la invasió alemanya de la Unió Soviètica, entre juny i juliol de 1941. Van patir el més dur de l'assalt alemany i, a causa d'això, van patir un altíssim nombre de baixes. Les tropes frontereres estaven entre el defensors de la Fortalesa de Brest. Les tropes frontereres d'altres zones de la frontera soviètica també van participar en els combats. De manera notable, els Regiments de Guàrdies Fronterers 105è, 157è i 333è (operant com a unitats regulars de l'exèrcit van participar en la batalla de Berlín el 1945.
Durant la guerra, 150 guàrdies fronterers van rebre el títol d'Heroi de la Unió Soviètica, i 13.000 més van rebre condecoracions diverses.

### Història durant la postguerra
Durant la guerra, les tropes frontereres van passar a ser un servei de combat al front. També combatrien el 1969 en topades frontereres amb soldats xinesos a les illes del riu Ussuri.
Després de la formació del KGB, les tropes fronteres soviètiques van quedar subordinades a aquesta agència, quedant així fins a la dissolució de la Unió Soviètica. Per tant, van concentrar-se en les tasques de prevenció d'infiltracions d'espies. Els guàrdies fronterers van participar en el conflicte fronterer sinosoviètic i a la guerra de l'Afganistan, i diversos dels seus membres van ser condecorats amb el títol d'Heroi de la Unió Soviètica per la seva valentia en aquests conflictes.
La frontera soviètica era la major del món, i comprenia terrenys i climes molt durs; per tant, les Tropes Frontereres tenien un nombre considerable d'efectius, una intensa presència marítima i un dens i sofisticat sistema de serveis de camp. El més notable d'aquests sistemes era el control de tira de seguiment (контрольно-следовая полоса) un primitiu mètode de presa segons el qual travessar la frontera era pràcticament impossible.
Les Tropes Frontereres estaven formades per reclutes obtinguts de lleva, igual que a la resta de serveis de l'exèrcit soviètic, així com un petit nombre de professionals. Els oficials eren preparats en acadèmies especialitzades, en particular, l'Acadèmia de Khmelnitski, a Ucraïna. Tant els soldats de lleva com els candidats a oficial eren curosament triats pel KGB, convertint als seus membres en tropes privilegiades.

## Autoritat legal
L'estatus legal, drets i deures de les Tropes Frontereres estava especificat a la Llei de la Frontera de l'Estat, confirmada pel Soviet Suprem el 24 de novembre de 1982. L'Article 82 definia els deures bàsics de les Tropes Frontereres, que incloïen rebutjar les incursions armades a territori soviètic, evitar les travesses il·legals de la frontera, així com el transport d'explosius, armament, contraban o literatura subversiva per la frontera; vigilar l'observança dels procediments establerts als punts fronterers, vigilar l'observança tant dels vaixells soviètics com dels estrangers dels procediments de navegació dins les aigües territorials soviètiques; i assistir a les agències estatals en la preservació dels recursos naturals i en la protecció del medi ambient de la contaminació. Els Guàrdies Fronterers estaven autoritzats a examinar la documentació i les possessions d'aquells que travessessin la frontera, així com a confiscar articles, a portar a terme càstigs en casos de violacions de la frontera de l'Estat, i a practicar actes com detencions, recerca i interrogació dels sospitosos de violar les fronteres.

## Organització
La força de les Tropes Frontereres Soviètiques estava estimada en uns 230.000 membres el 1989. Tot i que es trobaven sota l'autoritat operativa del KGB, les Tropes Frontereres eren reclutes de la lleva bianual del Ministeri de Defensa, i la seva entrada i sortida estaven regulades mitjançant la Llei Universal del Servei Militar de 1967, que cobria totes les branques de les Forces Armades de la Unió Soviètica.
El Directori de les Tropes Frontereres administrava aproximadament 9 districtes fronterers (pogranitxinie okruga), que cobrien els gairebé 63.000 kilòmetres de frontera. Els districtes fronterers eren diferents als districtes civils o militars.
Els nou districtes fronteres estaven sotsdividits en destacamants (otriadi), que cobrien seccions específiques de la frontera, posts de comandament fronterer (pogranitxnie komendaturi), els punts de control de passaports (kontrol'no-propusknie punkti) i els punts exteriors (zastavi).
La zona fronterera estava dividia en una zona de frontera, que incloïa el territori del districte i els assentaments adjacents als de la frontera de l'estat, així com la franja de la frontera, que era d'uns dos kilòmetres de fons. Només els residents permanents o aquells que haguessin obtingut un permís especial del MVD podien accedir a la zona fronterera. L'entrada a la franja de la frontera estaba prohibida sense un permís especial de les tropes frontereres.

### Tropes Frontereres Marítimes
Les Tropes Frontereres Marítimes eren els guardacosta de la Unió Soviètica, i operaven a un límit de 12 milles de les aigües territorials soviètiques i estaven equipades amb fragates i corbetes, llanxes patrolleres d'alta velocitat, hidroavions, helicòpters i avions lleugers.

## Entrenament
Els membres de classe tropa rebien el seu entrenament a les seves unitats operatives, mentre que els oficials eren entrenats en escoles especials de les Tropes Frontereres, com l'Acadèmia Superior de Comandament Fronterer Djerjinskii i l'Acadèmia Superior de Fronteres de Moscou. Els oficials políticomilitars rebien la seva preparació a l'Acadèmia Superior Político-Militar Voroixílov, fundada durant la dècada de 1930 i situada a la rodalia de Leningrad. El 1972 es creà una Acadèmia Superior Político-Militar a Golitsin, prop de Moscou. Més recentment, es crearen instituts específics a l'Acadèmia Militar Frunze i a l'Acadèmia Político-Militar Lenin. El període d'instrucció a l'Acadèmia Superior de Comandament Fronterer Djerjinskii era de quatre anys. Els oficials a candidats eren curosament controlats pels oficials locals del KGB abans de ser admesos, i eren sotmesos a cursos generals amb seminaris especialitzats en militaria i política.

## Consideracions polítiques
Les fonts soviètiques proclamaven fins a l'avorriment que un vigilant fronterer no era simplement un soldat sinó un defensor de la ideologia soviètica. La seva missió englobava tasques sensiblement polítiques, com detectar literatura subversiva. Per assegurar-se un alt nivell de disciplina entre el personal de les tropes frontereres, es tenia una gran atenció sobre l'estudi polític i l'adoctrinament. Per a aquest propòsit, es creà una sèrie d'orgues polítics, com el Directori Polític de les Tropes Frontereres. Tenia departaments polítics en tots els districtes fronterers, destacaments i institucions educatives, així com una sèrie d'oficials polítics treballant a temps complet entre la tropa. Portaven a terme grups d'estudi polític, oferien lectures de propaganda, i treballaven per tal d'incrementar el nivell de l'efectivitat de combat entre les tropes.

### Famosos que van servir amb les Tropes Frontereres Soviètiques
Aleksandr Grigórievitx Lukaixenko, president de Belarús, serví com a oficial, mentre que Mikheil Sakaixvili, president de Geòrgia, realitzà el seu servei militar a les Tropes Frontereres Russes. Konstantín Txernenko, penúltim Secretari General del PCUS, també serví com a guàrdia fronterer durant el conflicte sinosoviètic, abans d'incrementar la seva participació en política.

## Dissolució i llegat
Amb la dissolució de la Unió Soviètica, les formacions de tropes fronterers de la majoria de les repúbliques soviètiques esdevingueren les tropes fronterers dels seus estats respectius. Aquests nous guàrdies van canviar bàsicament el seu nom i la seva subordinació. Els nous estats d'Armènia i del Tadjikistan són les úniques excepcions: la frontera de Tadjikistan amb Afganistan va estar vigilada per tropes russes fins a finals de la dècada de 1990 en virtut d'un tractat especial; i a Armènia segueixen presents les tropes russes.
A Rússia i en altres estats post-soviètics les Tropes Frontereres retenen algunes tradicions soviètiques, la més notable és la del color verd de les seves xarreteres de l'uniforme i la del Dia del Guàrdia Fronterer (rus: День пограничника|День пограничника) una festa oficial celebrada tant pels guàrdies en actiu com els que ho van ser.